# Матрос
Матро́с (через нидерл. matroos, из фр. mаtеlоt, от matten-noot):
1. Персональное воинское звание ВМФ СССР и ВМФ РФ, а также в ВМФ и ВМС ряда государств мира, соответствующее званию рядовой сухопутных войск (сил). В более широком значении состав военнослужащих «матросы» равнозначно таковому «солдаты» в сухопутных войсках, авиации и так далее и включает в себя воинские звания матрос и старший матрос.
2. Должность на гражданском флоте для младшей категории служащих, принадлежащих к палубной команде судна.

Матросы:
- категория и строевые нижние чины низшего класса на Российском императорском флоте (РИФ)[2];
- состав военнослужащих в воинских званиях матрос и старший матрос в ВС СССР[3];
- состав военнослужащих в воинских званиях матрос и старший матрос в ВС РФ[4].

## История
Знаки различия РИФ
Матросы — строевые нижние чины низшего класса в РИФ ВС Российской империи. Матросы разделялись на две статьи 1-го, 2-го и 3-го разрядов:
- Матрос 2-й статьи;
- Матрос 1-й статьи.

Кроме того, к категории «Матросы» Российского императорского флота принадлежали марсовые, рулевые и сигнальщики, матросы-комендоры, матросы-минёры и матросы-гальванёры.
До 1917 года в Российском императорском флоте (РИФ)]] существовала следующая градация данного звания для нижних чинов строевого состава: матрос 2-й статьи (чин присваивался сразу после принятия присяги) и матрос 1-й статьи (прослуживший более года).
После Октябрьской революции все старые воинские звания в РСФСР были отменены, в РККА и входивших в неё на тот период ВМС РККА существовали лишь должности и служебные категории, согласно которым носились знаки различия по занимаемым должностям. Вновь воинские звания в СССР были введены лишь в 1935 году — в ВМС СССР для рядового состава было введено звание краснофлотец, заменившее собой корабельное звание матрос. В 1940 году к нему добавилось звание старший краснофлотец, соответствующее ефрейтору, введённому в РККА одновременно.
| Младший строевой нижний чин: Матрос 2-й статьи | Гальванёр и Матрос 1-й статьи | Старший строевой нижний чин: Рулевой, марсовой и сигнальщик |

В 1946 году РККА было преобразована в СА, в связи с чем были упразднены звания красноармеец, краснофлотец и старший краснофлотец, соответственно в ВМФ СССР для корабельного состава вместо них ввели воинские звания матрос и старший матрос. После 1991 года данные звания сохранены в ВМФ РФ. Несмотря на то, что в морской пехоте ВМФ РФ присваиваются общевойсковые воинские звания, первыми воинскими званиями являются корабельные воинские звания матрос, старший матрос.
Перед воинским званием военнослужащего, проходящего военную службу в гвардейской воинской части, на гвардейском корабле, добавляется слово «гвардии».
К воинскому званию гражданина, пребывающего в запасе или находящегося в отставке, добавляются соответственно слова «запаса» или «в отставке».

## Обязанности матроса ВС РФ
1.  Матрос (солдат) в мирное и военное время отвечает за точное и своевременное выполнение возложенных на него обязанностей и поставленных ему задач, а также за исправное состояние своего оружия, вверенной ему военной техники и сохранность выданного ему имущества. Он подчиняется командиру отделения.
2. Матрос обязан:

- глубоко осознать свой долг воина Вооруженных Сил, образцово выполнять обязанности военной службы, овладевать всем, чему обучают командиры (начальники);
- знать должности, воинские звания и фамилии своих прямых начальников до командира дивизии включительно;
- оказывать уважение командирам (начальникам) и старшим, уважать честь и достоинство товарищей по службе, соблюдать правила воинской вежливости, поведения и воинского приветствия;
- повседневно закаливать себя, совершенствовать свою физическую подготовку, соблюдать правила личной и общественной гигиены;
- постоянно быть по форме и аккуратно одетым;
- в совершенстве знать и иметь всегда исправное, вычищенное, готовое к бою оружие и военную технику;
- бережно носить одежду и обувь, своевременно и аккуратно их чинить, ежедневно чистить и хранить, где указано;
- строго выполнять требования безопасности при обращении с оружием, работе с техникой и в других случаях, а также требования пожарной безопасности;
- при необходимости отлучиться в пределах расположения полка спросить на это разрешение у командира отделения, а после возвращения доложить ему о прибытии;
- при нахождении вне расположения полка вести себя с достоинством и честью, не допускать нарушения общественного порядка и недостойных поступков по отношению, к гражданскому населению.

1.  За образцовое выполнение обязанностей военной службы, успехи в боевой подготовке и примерную воинскую дисциплину солдату может быть присвоено воинское звание ефрейтор, а матросу — старший матрос.

Старший матрос обязан помогать командиру отделения в обучении и воспитании матросов.
— УВС ВС России
| Младшее корабельное звание: нет | Матрос | Старшее корабельное звание: Старший матрос |

## Знаки различия

Погон матроса ВМФ СССР (1969—1991), ВМФ РФ (1991—1994).
Погон старшего матроса ВМФ СССР (1969—1991), ВМФ РФ (1991—1994).
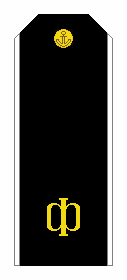
Погон матроса ВМФ РФ (1994—2011).
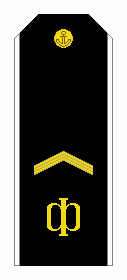
Погон старшего матроса ВМФ РФ (1994—2011).
Погон матроса ВМС Франции.

## Гражданский флот
На гражданском флоте матрос — судовой специалист рядового состава, выполняющий на судне палубные работы (приборка, зачистка, покраска, такелажные работы, обеспечение грузовых операций и тому подобное). На торговом флоте матросы подразделяются на старших (AB — Able Seaman) и младших (OS — Ordinary Seaman) матросов.
В соответствии с ныне действующими требованиями[уточнить], для того, чтобы этот специалист мог быть допущен для несения ходовых навигационных вахт на судне, совершающем международные рейсы и имеющем валовую вместимость 500 регистровых тонн и более, он должен иметь квалификацию не ниже предписанной Разделом A-II/4 ПДНВ. Сюда входят:
- навыки управлять рулём (штурвалом), включая использование магнитного компаса и гирокомпаса, а также переход с автоматического управления рулём на ручное и обратно;
- выполнять команды, подаваемые на руль, в том числе на английском языке;
- несения надлежащего визуального и слухового наблюдения.

## Галерея

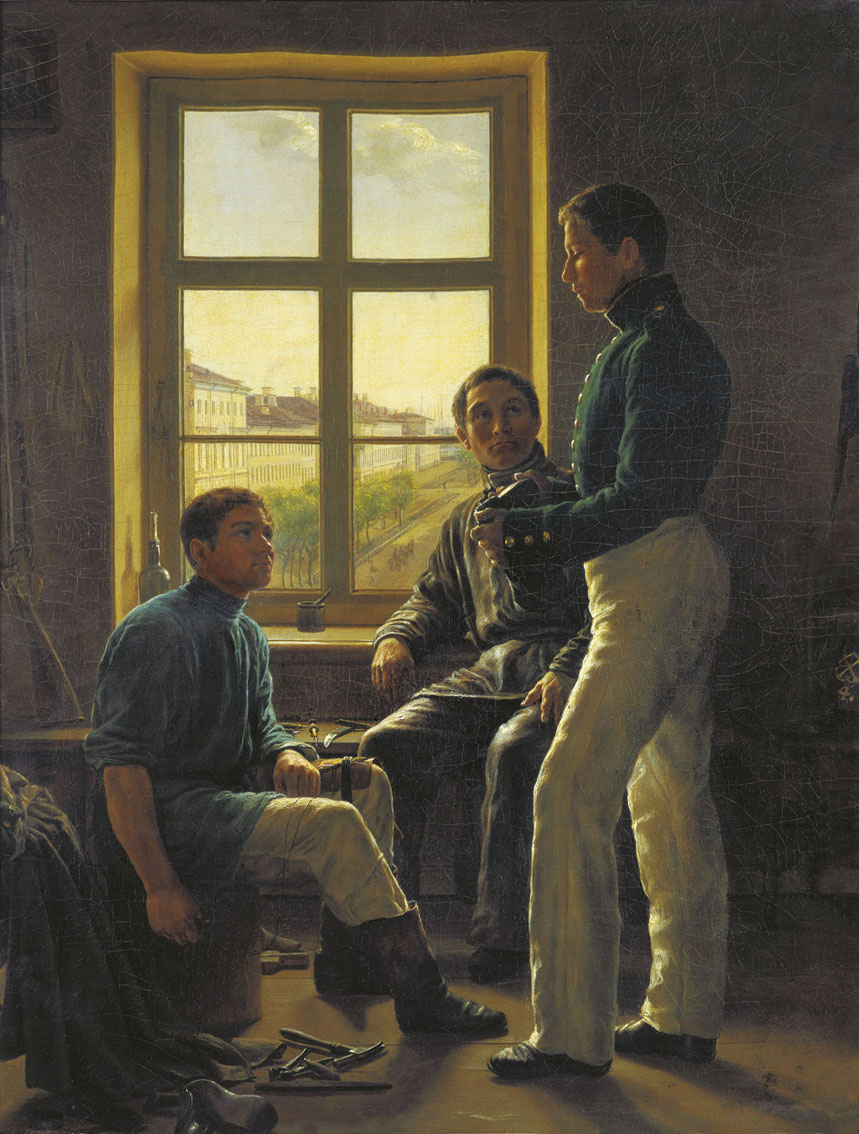
Картина А. Денисова, «Матросы в сапожной мастерской»
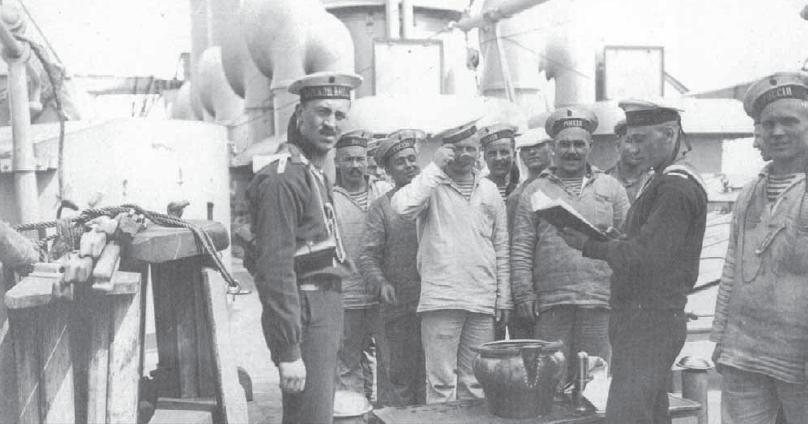
Выдача водки матросам на крейсере «Россия» Российского императорского флота
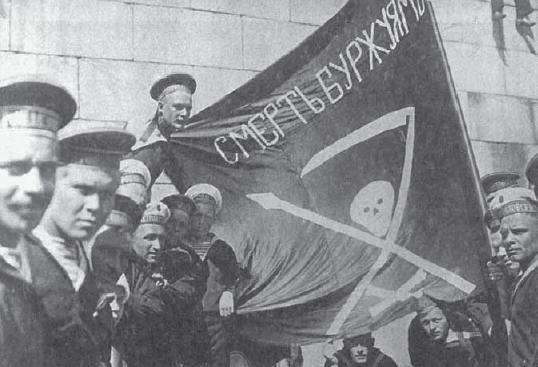
Революционные матросы с флагом «Смерть Буржуям»
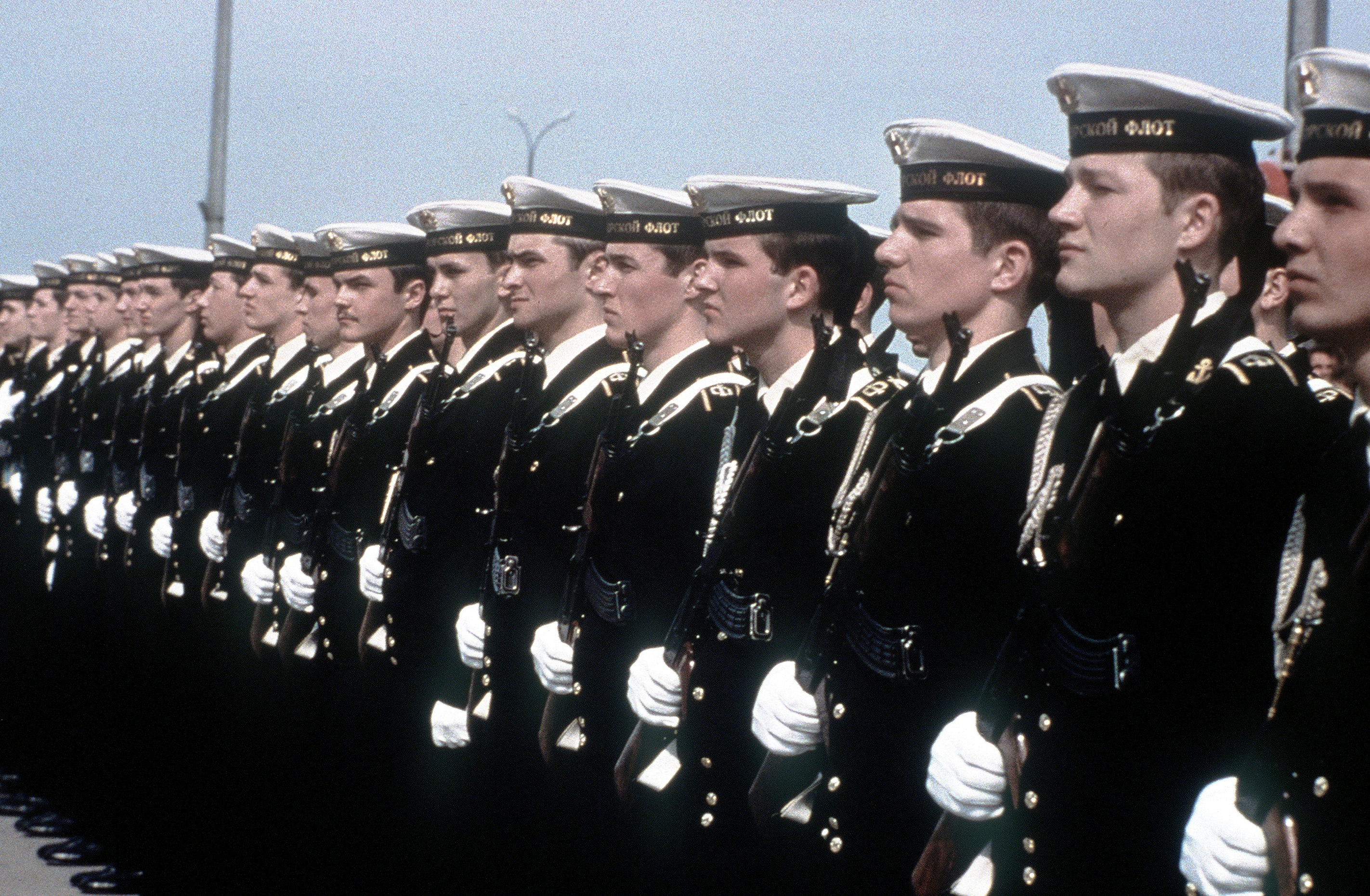
Советские матросы, 1982 год
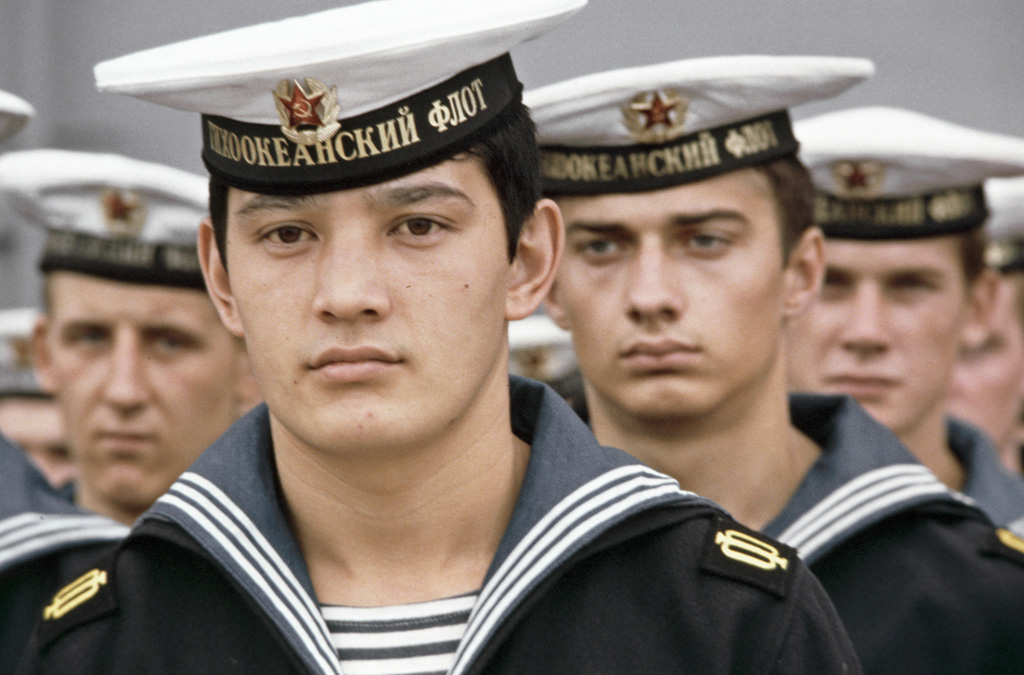
Советские матросы, служащие на Тихоокеанском флоте, 1984 год
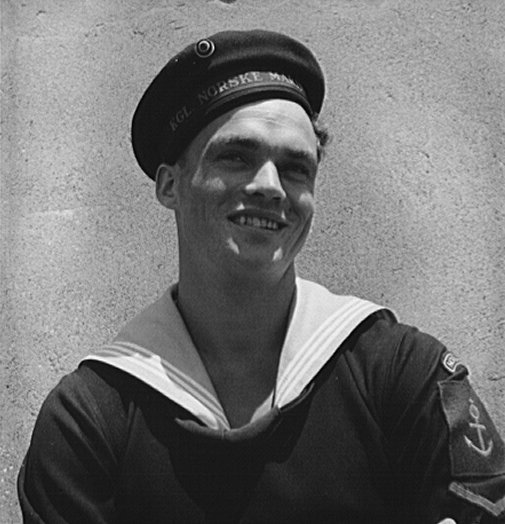
Норвежский матрос
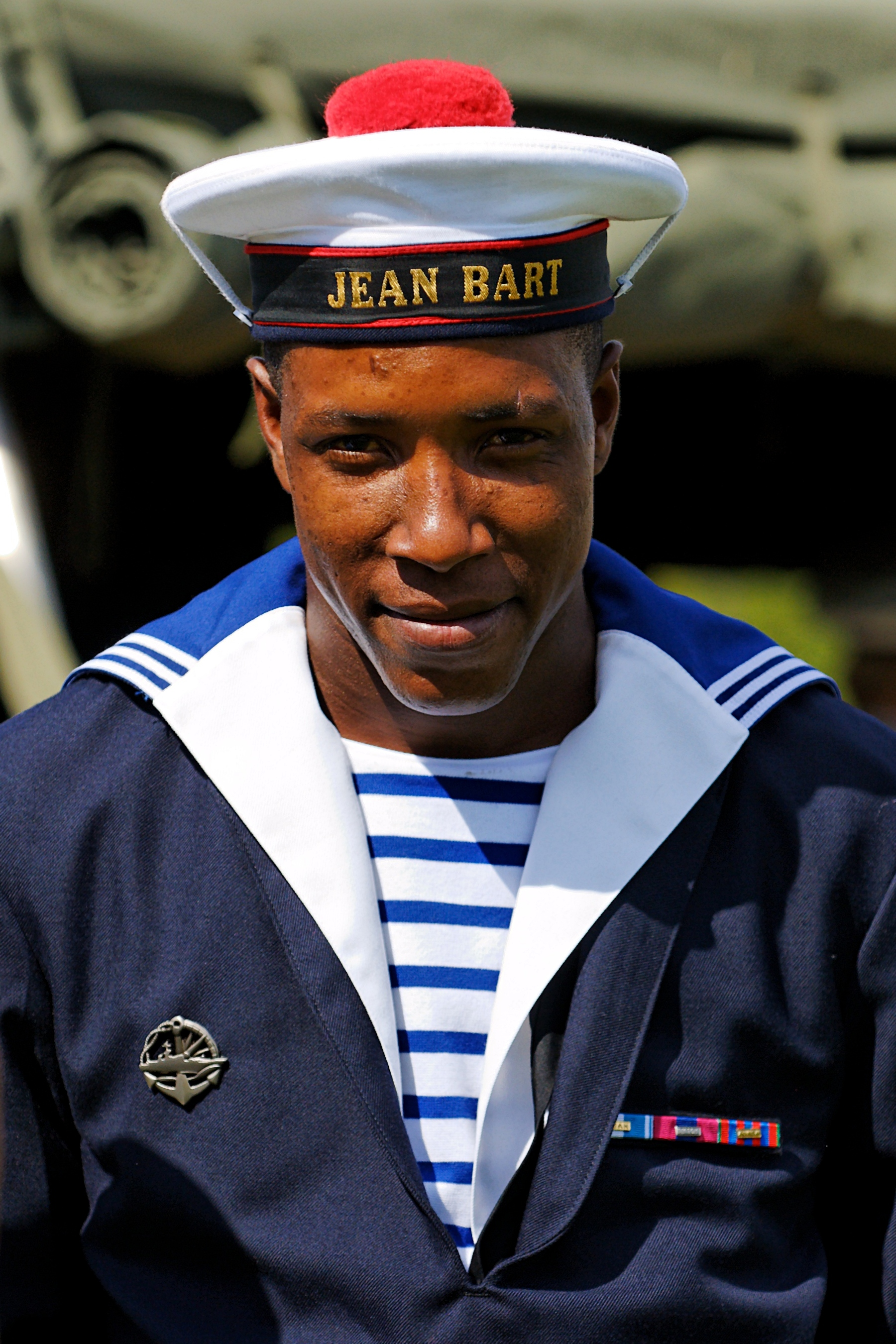
Французский матрос с фрегата «Жан Бар» (Jean Bart (D615), 14 июля 2008 года)
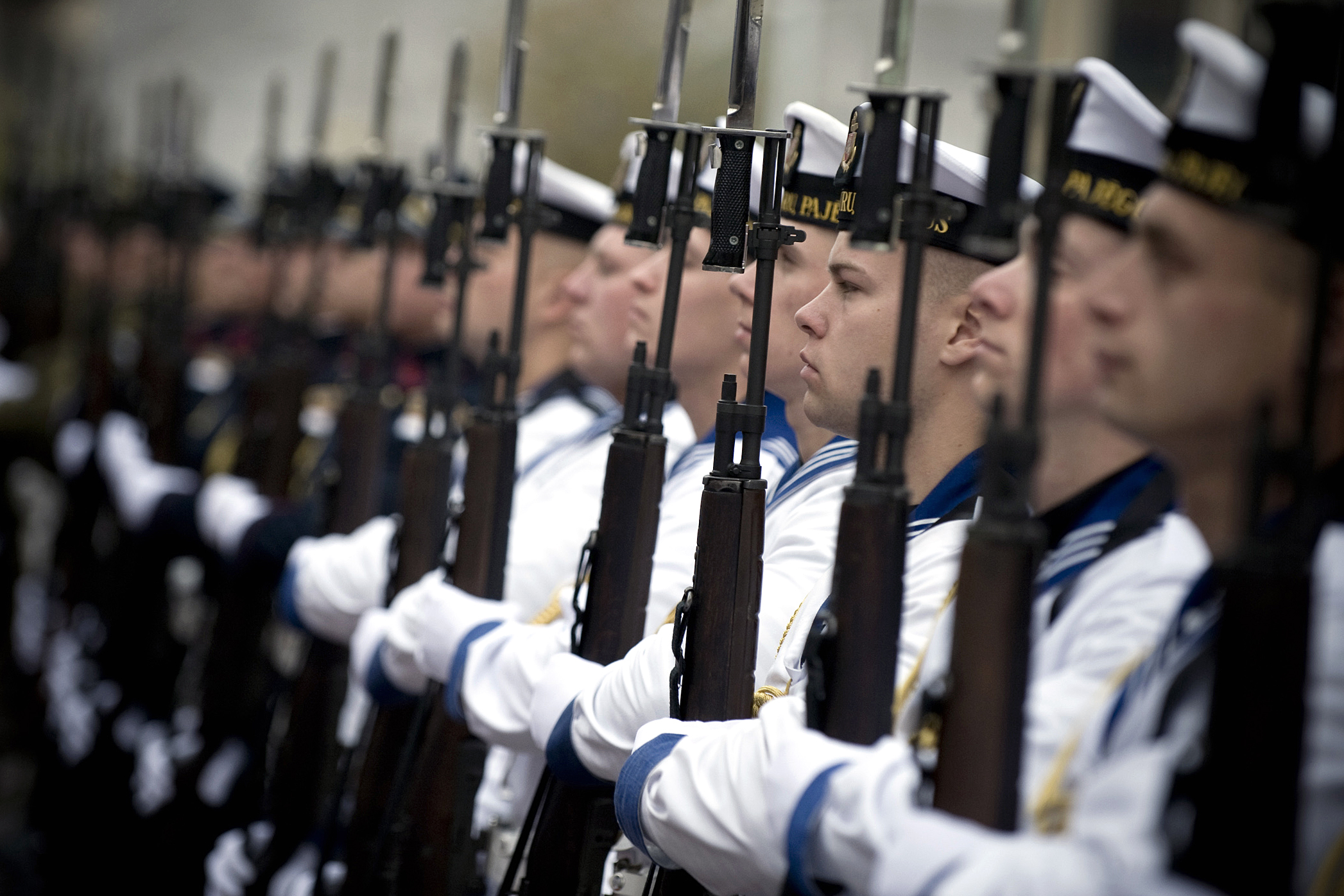
Литовские матросы, 2008 год
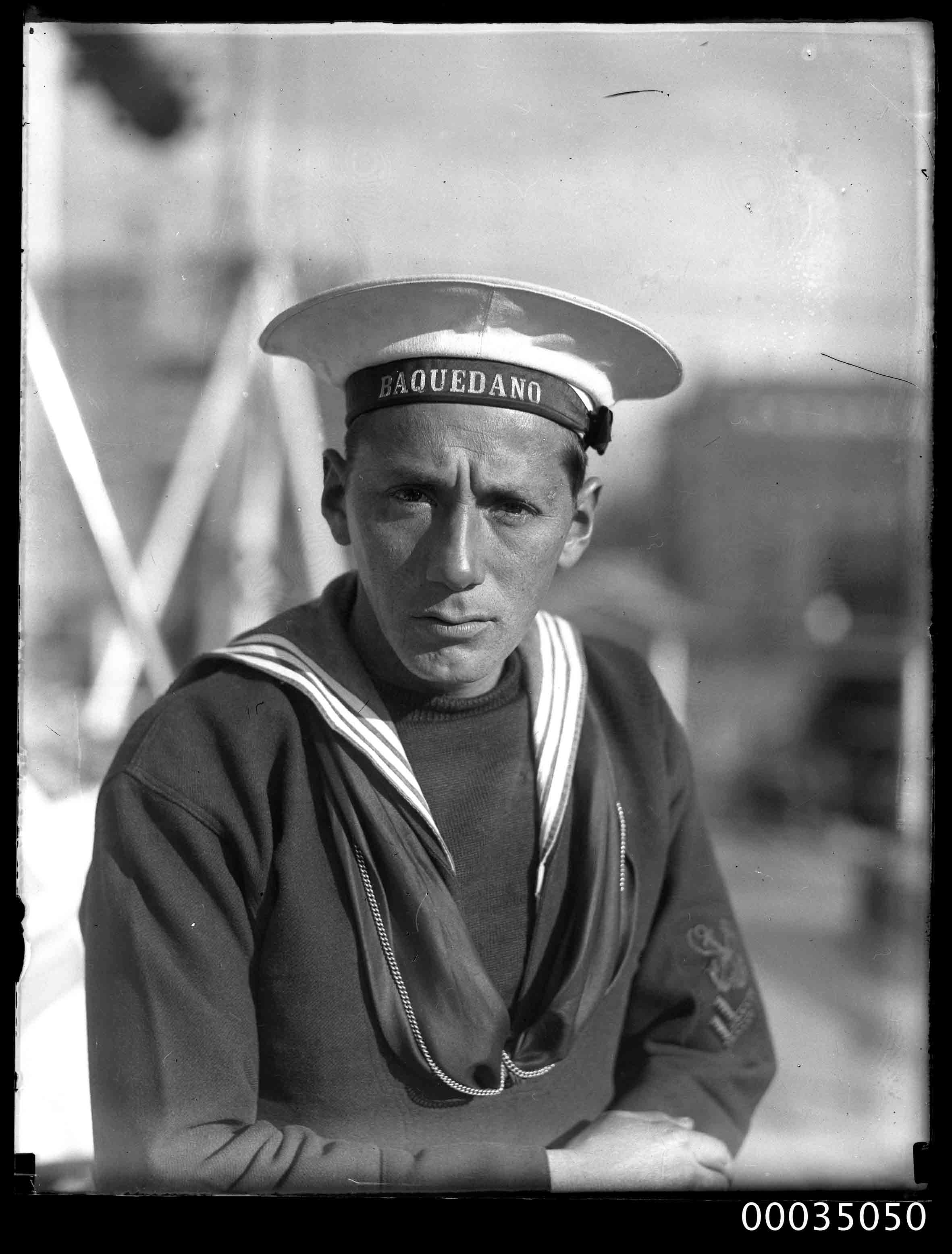
Чилийский матрос, 1931 год
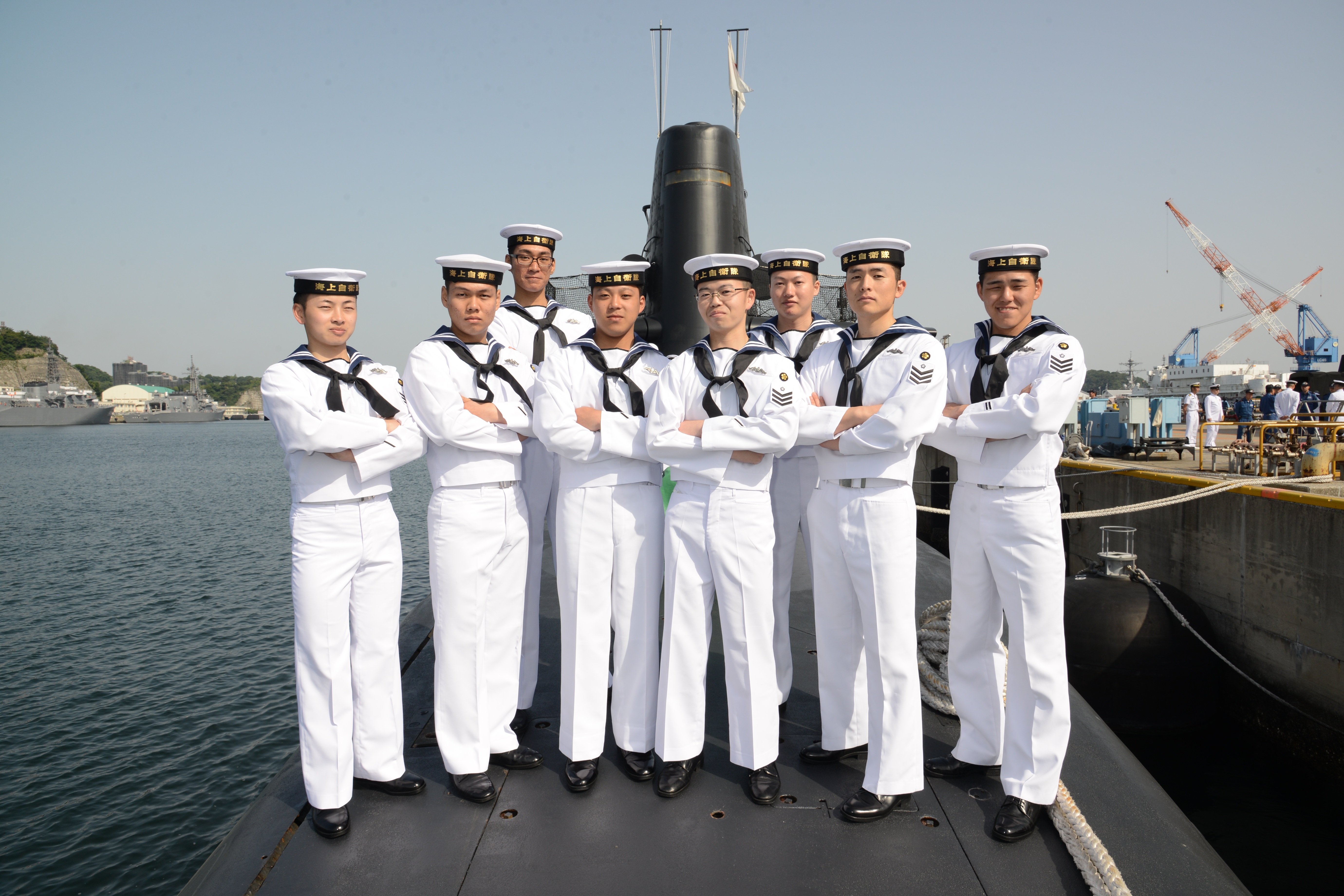
Летняя униформа японских матросов